# 小川京介
小川 京介（おがわ きょうすけ、1994年〈平成6年〉5月6日 - ）は、日本のプロバスケットボール選手。北海道出身。ポジションはポイントガード/シューティングガード。B3リーグ・福井ブローウィンズに所属している。

## 来歴
北海道出身。順天堂大学卒業後、2017年3月に西宮ストークスの下部組織である兵庫インパルスに入団。同時にストークスの練習生になった。その後、同年7月20日に山形ワイヴァンズに移籍。しかし、2018年4月9日に退団。同月20日にB.LEAGUE参入を目指す佐賀バルーナーズに入団した。2020年05月14日に契約満了に伴い退団。2021年7月29日に、2021-22シーズンからB3リーグに復帰するしながわシティ バスケットボールクラブ（旧・東京サンレーヴス）に加入。1年在籍した後退団し、スペインのCBベニカルロでプレー。2023年に福井ブローウィンズに加入し日本に復帰した。

## 経歴
北海道大麻高等学校 - 順天堂大学 - 兵庫インパルス/西宮ストークス練習生 - パスラボ山形ワイヴァンズ - 佐賀バルーナーズ - しながわシティ